# Rendező pályaudvar

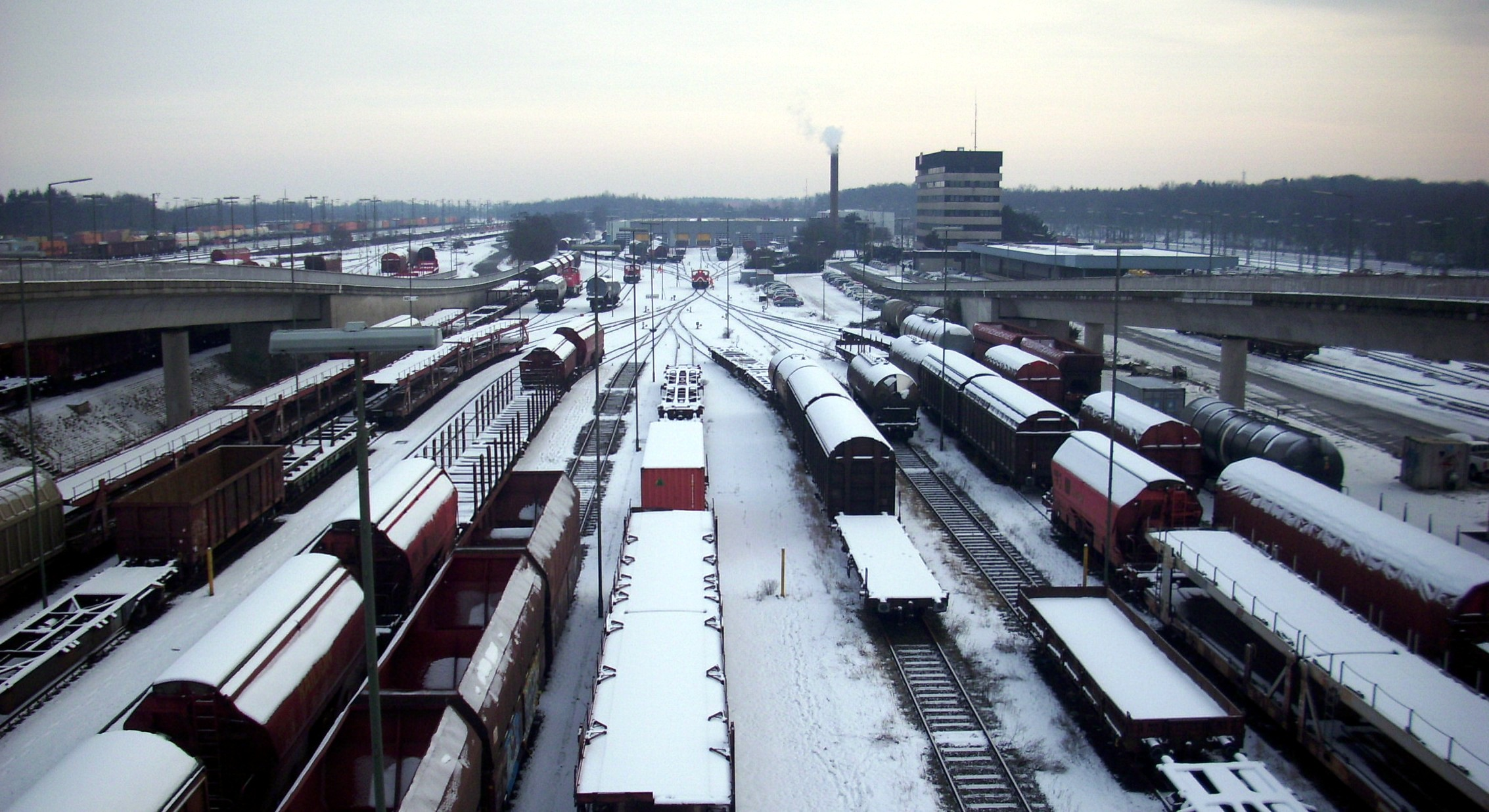
Európa legnagyobb rendező pályaudvara, a Mascheni Rangierbahnhof

A rendező pályaudvar nagyobb vasúti csomópontokon levő különleges üzemi pályaudvar, amely az érkező és induló tehervonatok kocsijainak rendeltetés szerinti csoportosítására szolgál. A hosszú szerelvényeket újrarendezik és új szerelvényeket állítanak össze a tehervagonokból.
A legnagyobb rendező pályaudvarok hatalmas forgalmat bonyolítanak le.
Németország és egyben Európa legnagyobb rendező pályaudvara a Mascheni Rangierbahnhof (Rangierbahnhof Maschen), ahol naponta akár 11 ezer vasúti kocsit is képesek kezelni.

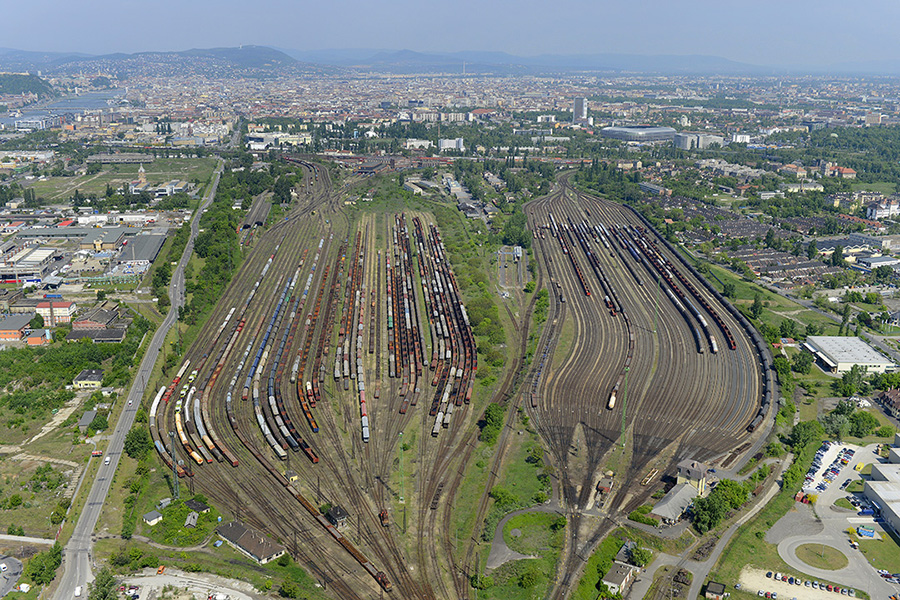
A ferencvárosi rendező pályaudvar légi fotón

## A rendezendő kocsik mozgatása
A rendezendő kocsik mozgatása mozdonnyal  vagy a kocsik önsúlyánál fogva, lejtőben épített vágányokon ú.n. gurítódombról történik.
Rendező pályaudvarok és gurítódombok esetén előnyös, ha a párhuzamos vágányok hasznos hossza közel azonos. A nyalábosan kialakított vágánykapcsolásnál nincs anyavágány, az egymásra épülő szimmetrikus kitérőkkel szétosztott vágányok egységes hosszal alakíthatóak ki.

## Rendező pályaudvarok Magyarországon
- Budapest–Ferencváros:
  - Gubacsi rendező
  - Keleti rendező
  - Nyugati rendező
- Budapest–Soroksári úti rendező
- Budapest–Rákosrendező
- Celldömölk-Rendező
- Eger-Rendező (megszűnt)
- Eperjeske-Rendező
- Győr-Rendező
- Hatvan Rendező pu.
- Komárom-Rendező
- Miskolc-Rendező
- Pécsbánya-Rendező
- Sopron-Rendező
- Szeged-Rendező
- Szolnok-Rendező
- Szombathely-Rendező
- Törökőr-rendező pályaudvar (megszűnt)
- Záhony-Rendező